# Ring Lardner Jr.
Pour les articles homonymes, voir Lardner.
Ring W. Lardner Jr. est un scénariste américain né le 19 août 1915 à Chicago, Illinois (États-Unis), décédé le 31 octobre 2000 à Manhattan (New York).

## Biographie
Il est le fils de Ring Lardner (1885 – 1933), journaliste sportif américain et humoriste. Il fait ses études à la Philips Academy et à l'Université de Princeton, et devient reporter au New York Daily Mirror. Il est appelé en tant que scénariste à Hollywood pour écrire des films anti-nazis.
Dans les années 1950, il fut une des victimes du maccarthysme et inscrit sur la liste noire du cinéma, pour avoir refusé de répondre à l'enquête du sénateur Joseph McCarthy. Il ne fait son retour que 15 ans plus tard, avec Le Kid de Cincinnati et en 1970 avec l'adaptation et les dialogues de M.A.S.H. de Robert Altman.

## Filmographie
- 1937 : La Joyeuse Suicidée (Nothing Sacred) de William A. Wellman
- 1939 : The Kid from Kokomo (it)
- 1939 : Meet Dr. Christian (en) de Bernard Vorhaus
- 1940 : The Courageous Dr. Christian (en) de Bernard Vorhaus
- 1941 : Arkansas Judge (en) de Frank McDonald
- 1942 : La Femme de l'année de George Stevens
- 1943 : La Croix de Lorraine (The Cross of Lorraine) de Tay Garnett
- 1944 : Laura de Otto Preminger
- 1944 : Les Hommes de demain (Tomorrow, the World!) de Leslie Fenton
- 1945 : Brotherhood of Man
- 1946 : Cape et Poignard (Cloak and Dagger) de Fritz Lang
- 1947 : Ambre (Forever Amber) d'Otto Preminger
- 1949 : Britannia Mews de Jean Negulesco
- 1950 : Swiss Tour de Leopold Lindtberg
- 1951 : Deux GI en vadrouille (Up Front) de Alexander Hall
- 1958 : Virgin Island de Pat Jackson
- 1960 : Un scandale à la cour (A Breath of Scandal) de Michael Curtiz
- 1963 : Le Cardinal (The Cardinal) de Otto Preminger
- 1965 : Le Kid de Cincinnati (The Cincinnati Kid) de Norman Jewison
- 1970 : M*A*S*H de Robert Altman
- 1971 : La Maison sous les arbres de René Clément
- 1977 : Pour l'amour de Bennett' (The Greatest) de Shana Feste
- 1977 : Les Faux-durs (Semi-Tough) de Michael Ritchie